# Sarah Kane
Sarah Kane (Essex, 3. veljače 1971. – London, 20. veljače 1999.), britanska dramatičarka i redateljica
Njezin prvi komad Blasted premijerno je izveden 1995. godine u Royal Court Theatre. Njezin drugi komad Phaedra’s Love doživio je premijeru 1996. godine u Gate Theatre. U travnju 1998. Cleansed je postavljen u Royal Court Theatre, a u rujnu iste godine Crave je izveden u Traverse Theatre, Edinburgh u produkciji Paines Plougha i Bright d.o.o. Njezin posljednji komad 4.48 Psychosis premijerno je izveden u Royal Court Jerwood Theatre Upstairs u lipnju 2000. godine. Njezin kratki film Skin u produkciji British Screen/Channel Four, premijerno je prikazan u lipnju 1997. godine. 
Sarah Kane je izvršila samoubojstvo 1999. godine.